# Empis curvitibia
Empis curvitibia är en tvåvingeart som beskrevs av Chvala 2003. Empis curvitibia ingår i släktet Empis och familjen dansflugor.
Artens utbredningsområde är Albanien. Inga underarter finns listade i Catalogue of Life.